# VANOS
VANOS ist eine Marke der BMW AG und die BMW-Bezeichnung für eine Nockenwellenverstellung, d. h. eine Vorrichtung zur Beeinflussung der Ventilsteuerzeiten durch Steuerung der Nockenwelle. Das Akronym VANOS steht für variable Nockenwellensteuerung.

## Funktionsweise
Die VANOS-Einheit ist zwischen Nockenwelle und Kettentrieb angeordnet. Während bei einem konventionellen Ventiltrieb die relative Winkellage der Nockenwelle(n) zur Kurbelwelle (Nockenwellenspreizung) unabhängig von der Motorlast immer konstant ist, ermöglicht es die VANOS, die Spreizung der Nockenwellen ganz gezielt in Abhängigkeit von Drehzahl, Last und Motoröltemperatur einzustellen. Der bei konventionellen Ventiltrieben für alle Betriebspunkte notwendige Kompromiss wird somit aufgelöst.
Es gibt Einlass-VANOS und Doppel-VANOS; d. h., nur die Einlassnockenwelle bzw. Ein- und Auslassnockenwelle werden verstellt.
Einlassseitig dient die Verstellung primär dazu, den Einlassschluss der Ventile festzulegen, wodurch sich Drehmoment und Leistung optimieren lassen. Abhängig von der Nockenkontur kann so das maximale Drehmoment oder die Höchstleistung positiv beeinflusst werden. Ein Zurückströmen der Gase aus dem Brennraum in den Ansaugkanal kann durch die drehzahlmäßige Anpassung des Schließzeitpunkts des Einlassventils vermieden werden. Die Verstellung der Einlassnockenwelle wird im unteren und mittleren Drehzahlbereich zur internen Abgasrückführung und Motordrehmoment-Erhöhung genutzt. Bei höheren Drehzahlen steht die verbesserte Leistungsabgabe im Vordergrund.
Auslassseitig wird mit der variablen Spreizung hauptsächlich die Restgasmenge gesteuert (innermotorische Abgasrückführung). Dies wirkt sich positiv auf den Kraftstoffverbrauch aus, weil mit steigendem Restgasgehalt die Motordrosselung und folglich die Ladungswechselverluste abnehmen. Zusätzlich sinkt die Prozesstemperatur und somit die Stickoxidbildung. Im Leerlauf verbessert ein sehr geringer Restgasanteil die Laufruhe. Ein weiterer Vorteil der VANOS auf der Auslassseite ist die Möglichkeit, die Abgasdynamik im unteren Drehzahlbereich zu verbessern und somit das Drehmoment zu erhöhen. Die Verstellung der Auslassnockenwelle dient somit der optimalen Leerlaufqualität oder zur Erreichung maximaler Abgasrückführungsraten.

## Technische Umsetzung

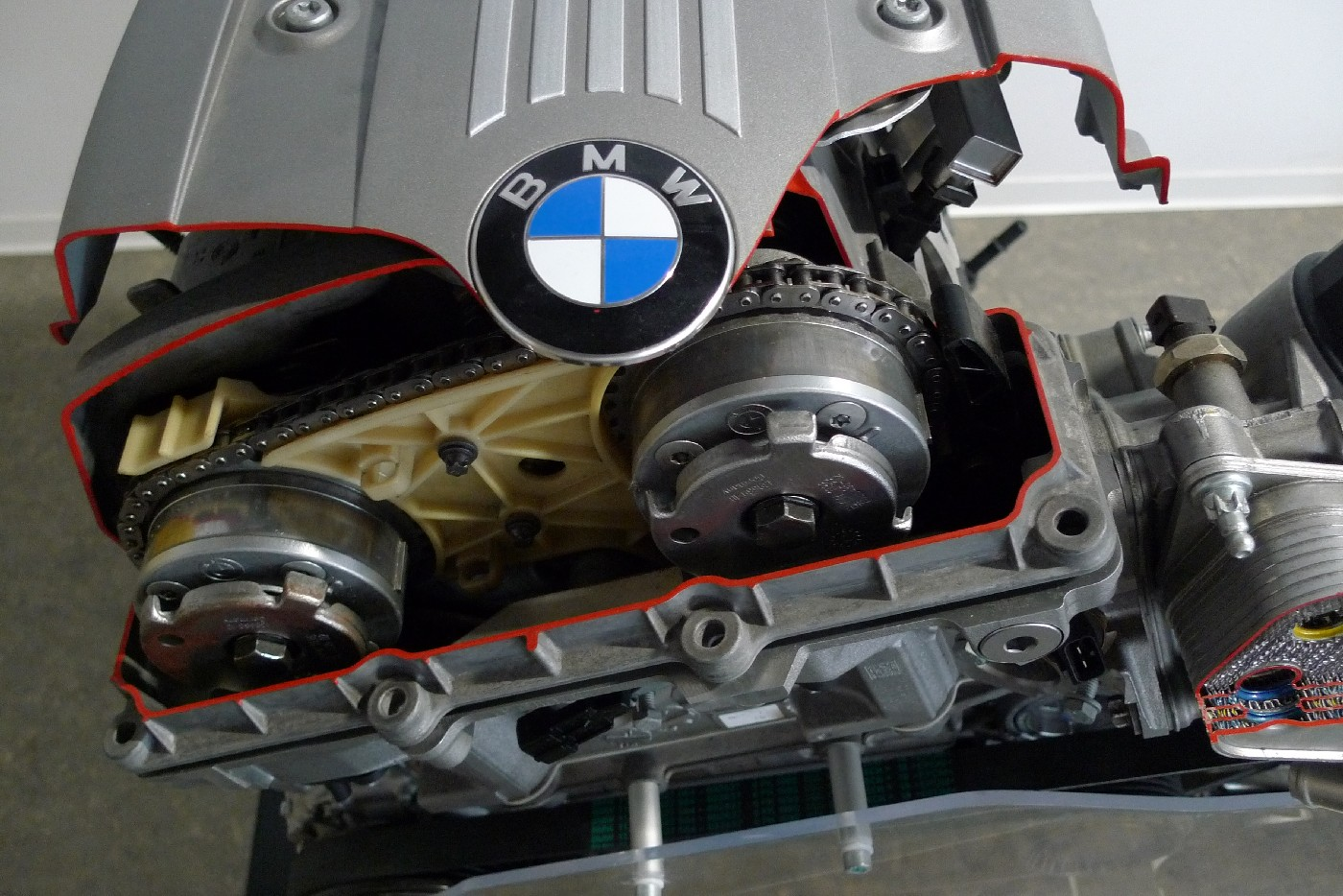
VANOS-System mit Flügelzellen im BMW N52-Motor

Anfangs gab es nur für die Einlassnockenwelle ein VANOS-System mit Zeitpunktversteller (Schwarz/weiß-Einlass-VANOS, erstmals im BMW M50 und im BMW S50B30 verbaut), inzwischen sind stufenlose Doppel-VANOS-Systeme (Ein- und Auslassnockenwelle, erstmals im S50B32 verbaut) bei vielen BMW-Motoren Standard. Konstruktiv gibt es unterschiedliche Ausführungen des VANOS-Systems; d. h., die Verstellung der Nockenwellen kann von einem VANOS-Getriebe mit Schrägverzahnung oder über Flügelzellenversteller erfolgen.
- Beim VANOS-System mit Schrägverzahnung wird ein Hydraulikkolben wechselseitig mit dem Motoröldruck beaufschlagt und axial verschoben. Im Kolben ist eine Zahnwelle drehbar gelagert, welche den Kolbenhub über die Schrägverzahnung in eine Drehung der Nockenwelle relativ zum antreibenden Kettenrad umsetzt.

- Beim VANOS-System mit Flügelzellenversteller erfolgt die Verstellung ebenfalls mittels Motoröldruck. Das elektromagnetische Regelventil leitet dazu das Motoröl nach einem Signal der Motorelektronik auf eine Seite der Flügelzellen. Für eine Verstellung in Gegenrichtung wird das Öl vom Regelventil auf die andere Seite der Flügelzellen geleitet. Die Flügel des Flügelzellenverstellers sind mit dem innen liegenden schwenkbaren Rotor und mit der Nockenwelle verbunden, wobei das Gehäuse zugleich das Kettenrad des Steuerungstriebs bildet.

Ein Sensor erfasst die aktuelle Winkellage der Nockenwelle und leitet sie an die Motorelektronik weiter, die den Wert mit dem vorgegebenen Winkel vergleicht. Für hohe Verstellgeschwindigkeiten (z. B. bei hochdrehenden Motoren der BMW Motorsport GmbH) wird das VANOS-System um eine Radialkolbenpumpe ergänzt, die das Motoröl auf über 100 bar vorspannt, bevor die Ventile bzw. der Hydraulikkolben damit beaufschlagt werden.
Da auf beiden Seiten des Verstellmechanismus verschieden hohe Öldrücke anliegen, kann dessen Lage exakt geregelt werden. Die Verstellung ist im Bereich des Kreissegments, bestehend aus den Druckräumen für Früh- und Spätverstellung, stufenlos möglich. Im drucklosen Zustand wird der Verstellrotor durch eine Schraubenfeder in Spätstellung gehalten.

## VANOS-Systeme in BMW-Motoren (Auswahl)
- Schwarz/weiß-Einlass-VANOS (Einstellung der Einlassnockenwelle in zwei Stufen):

– BMW M50TU
– BMW S50B30/US
– BMW M52
– BMW S52B32/US
- Stufenlose Einlass-VANOS:

– BMW M62B35TU, BMW M62B44TU, BMW M62B46 (BMW X5)
- Stufenlose Doppel-VANOS:

– BMW M52TU
– BMW M54
– BMW N40, BMW N42, BMW N43, BMW N45, BMW N46
– BMW N52
– BMW N53
– BMW N62, N62TU
– BMW N73
- Stufenlose Hochdruck-Einlass-VANOS:

– BMW S50B30, BMW S50B30GT, BMW S70
- Stufenlose Hochdruck-Doppel-VANOS:

– BMW S50B32
– BMW S54
– BMW S62
– BMW S85

## Verwendung
Die Einlass-VANOS wurde erstmals ab September 1992 im M50-Motor der 5er-BMWs E34 und 3er-BMWs E36 ab 2,0 Liter Hubraum eingesetzt. Von der Variante des regulären BMW M50 (Niederdruck-schwarz/weiß-Einlass-VANOS) unterscheidet sich die im ab Oktober 1992 erhältlichen BMW M3 (E36) eingesetzte Variante (Stufenlose Hochdruck-Einlass-VANOS) auch dadurch, dass sie für höheren Drehzahlen ausgelegt ist.
Den M50-Nachfolger BMW M52 gab es ab dessen Einführung im September 1994 mit Einlass-VANOS, später, ab 1998 als M52TU mit Doppel-VANOS. Der BMW M3 3.2 war bis dahin der einzige BMW und der einzige BMW E36 überhaupt, dessen Motor (S50B32) bereits ab 1995 Doppel-VANOS besaß. Doppel-VANOS in den Serienmodellen der BMW AG kam erst mit der 3er-Reihe E46 ab 1998 und dem Motor M52TU (technisch überarbeitet) bzw. dessen Nachfolger M54 ab 2000.
Im M5 V10 der 5er-Reihe E60/61 wird der Öldruck von ca. 100 bar durch eine separate Radialkolben-Hochdruckpumpe erzeugt, die von der Kurbelwelle angetrieben wird. Bereits der BMW S50 und BMW S54 hatten eine Hochdruck-Zusatzölpumpe.
Im Motorrad-Bereich wird sie seit 2018 in der BMW R 1250 GS eingesetzt.

## Bekannte Probleme
Die Schwarz/weiß-Einlass-VANOS-Systeme und die Doppel-Vanoseinheiten der Motoren M52TU, M54, M56 und S85, S62 neigen nach längerer Laufzeit (über 100.000 km Laufleistung) zu Problemen mit den inneren Dichtringen, da die ab Werk verbauten O-Ringe aus Nitrilkautschuk (Buna-N, NBR, Nitril-Butadien-Kautschuk) zu Verschleiß neigen. Aufgrund dessen kommt es zu Problemen bei der Verstellung der Nockenwelle von spät nach früh. Ein Austausch der Dichtringe bei BMW gegen eine verbesserte Variante ist nicht möglich, d. h. BMW bietet nur den gesamten Austausch der Vanoseinheit (mit verschleißanfälligen NBR-O-Ringen) an, wohingegen im Aftermarket mittlerweile verbesserte O-Ringe angeboten werden. Die Reparatur ist für Fachpersonal nicht sehr kompliziert, aber mit einem gewissen Zeitaufwand verbunden.
Ähnliches gilt für das stufenlose Hochdruck-VANOS der Motoren der M-GmbH, wobei es hier zusätzlich – beispielsweise bei den BMW S50 – zu einem Rasseln kommen kann, das im Zuge einer Überholung mit beseitigt werden kann.